# Oanh đuôi nhọn hông đỏ
Tarsiger cyanurus là một loài chim trong họ Muscicapidae.

## Chú thích

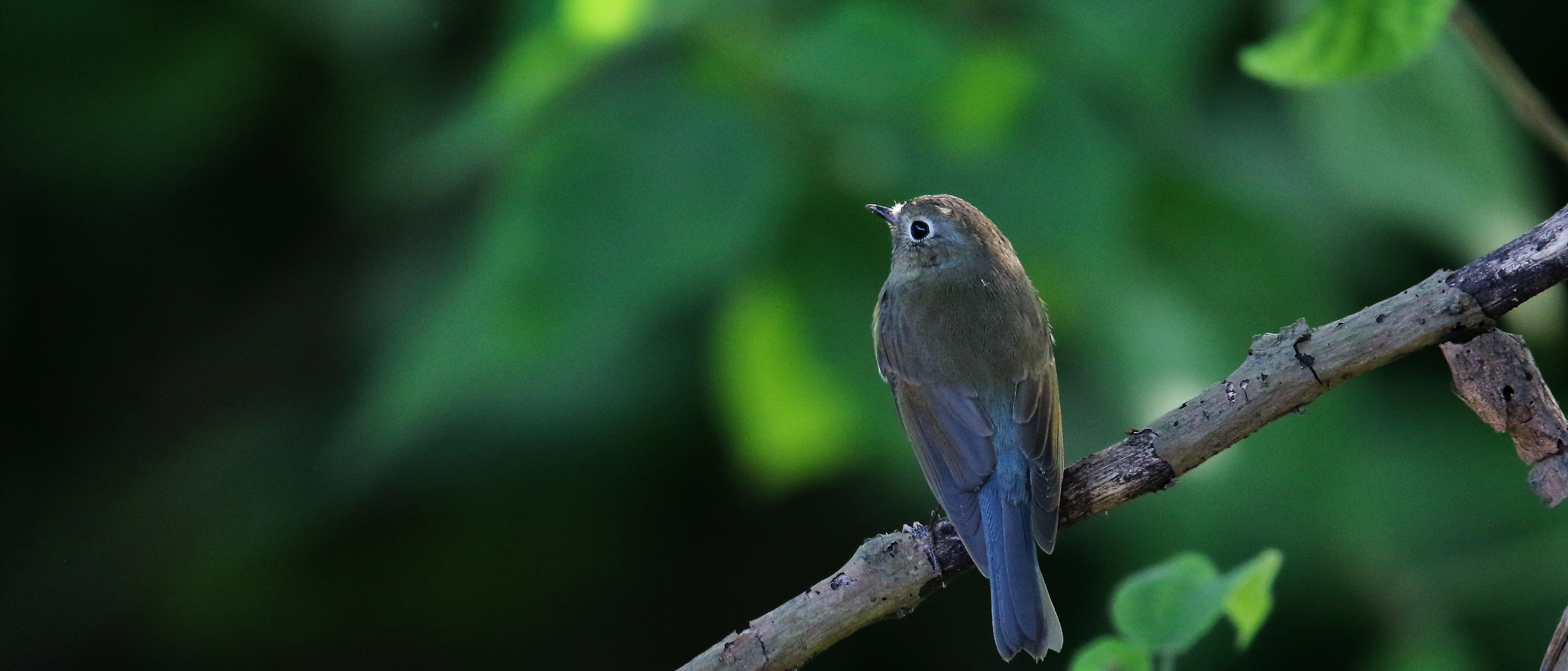
Red-flanked Bluetail (femal)